# Guerra croata-bosnia
La guerra croata-bosnia o conflicto de Herzeg-Bosnia fue un conflicto entre la República de Bosnia y Herzegovina y la República Croata de Herzeg-Bosnia (esta última con el apoyo de Croacia), que se produjo entre el 18 de octubre de 1992 y el 23 de febrero de 1994.Es conocida habitualmente como una "guerra dentro de una guerra" porque fue parte de la más amplia guerra de Bosnia, que a su vez estuvo enmarcada en las guerras yugoslavas. En un principio, los bosnios y los croatas pelearon en una alianza contra el Ejército Popular Yugoslavo (JNA) y el Ejército de la República Sprska (VNS). No obstante, hacia el final de 1992 las tensiones entre bosnios y croatas se vieron incrementadas. Los primeros incidentes armados entre estas dos comunidades étnicas tuvieron lugar en octubre de 1992 en Bosnia central. Su alianza militar se mantuvo hasta comienzos de 1993 cuando su cooperación cesó y los dos antiguos aliados comenzaron un conflicto abierto entre ellos.
La guerra croata-bosnia escaló en Bosnia central y pronto se extendió a Herzegovina, teniendo lugar la mayor parte de la lucha en esas dos regiones. Los bosnios se organizaron en el Ejército de la República de Bosnia y Herzegovina (ARBiH), y los croatas en el Consejo Croata de Defensa (HVO). En términos generales, la guerra consistió en conflictos esporádicos con numerosos ceses de las hostilidades firmados en el curso de la misma. No obstante, no supuso una guerra completa entre los bosnios y los croatas ya que permanecieron como aliados en otras regiones - por ejemplo, Bihać, Sarajevo y Tešanj. Numerosos planes de paz se propusieron por la comunidad internacional durante esta guerra, pero todos ellos fracasaron. El 23 de febrero de 1994 se alcanzó un alto el fuego y un acuerdo de cese de las hostilidades se firmó el 18 de marzo de 1994 en Washington, D.C, momento en el que el HVO había sufrido significativas pérdidas territoriales. El acuerdo permitió la constitución de la Federación de Bosnia y Herzegovina y las operaciones conjuntas contra las fuerzas serbias, lo que contribuyó a alterar el equilibrio militar y llevar la guerra de Bosnia a su fin.
El Tribunal Penal Internacional para la antigua Yugoslavia (TPIY) procesó a 17 oficiales de la HVO y de Herzeg-Bosnia, de los cuales 6 de ellos fueron condenados por participar de forma conjunta con el presidente Franjo Tuđman y otros altos cargos croatas en una conspiración criminal conjunta que tenía como objetivo anexarse o controlar las partes de mayoría croata de Bosnia-Herzegovina, incluyendo limpieza étnica de bosnios musulmanes.
Dos oficiales del ARBiH también fueron condenados por crímenes de guerra cometidos durante el conflicto. El TPIY estableció que Croacia tuvo control general sobre el HVO y que Croacia envió su ejército a Bosnia, lo que internacionalizó el conflicto.
Hasta la fecha no se tienen estadísticas concretas sobre el número de bajas y/o víctimas de este conflicto entre los diferentes componentes étnicos. El "Centro de Investigación del Conflicto", con sede en Sarajevo ha datado un esfuerzo llevado a partir del año 2007 para tratar de calcular las víctimas humanas en las regiones en donde tuvo lugar la guerra croata-bosnia, incluyéndolos dentro del cómputo total de la más amplia y mejor documentada guerra de Bosnia, aunque hay ciertas cifras que podrían dar una leve aproximación. De acuerdo a esos datos, en Bosnia central se produjeron aproximadamente 10.448 muertes documentadas (entre combatientes y civiles) donde los bosnios ocupan el primer lugar (62%), los croatas el segundo lugar (24%), dejando a los serbios (13%) en el tercer lugar 
En los municipios de Gornji Vakuf-Uskoplje y Bugojno, se documentaron un total de 1.337 fallecidos que no están incluidos en las estadísticas de la región de Bosnia Central, pero sí en las estadísticas de la región del Vrbas. Aproximadamente un 70-80% de las muertes sucedidas en Gornje Basje eran de procedencia Bosnia. En la región del río Neretva se han datado un total de 6.717 muertes, dónde un 54% eran bosnios, 24% serbios y un 21% croatas. 
Se cree que la cantidad de muertos totalizados en dichas regiones podrían devenir de las bajas atribuibles al citado conflicto, pero no es posible afirmar con total certeza que se produjeran durante la guerra croata-bosnia. Para una mayor extensión y mejor cifrado y entendimiento de los muertos del citado conflicto se incluyen entre las cifras los muertos del lado serbio.

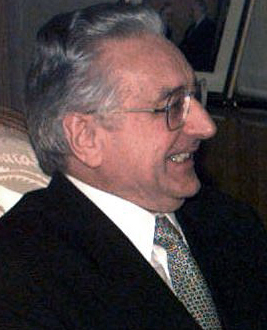
Franjo Tuđman, nacionalista croata y líder de Croacia hasta su muerte en 1999.

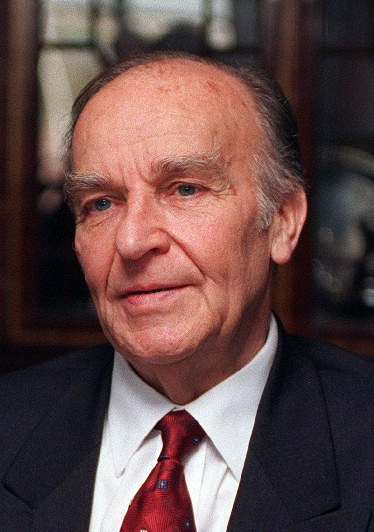
Alija Izetbegović, nacionalista bosnio musulmán y líder de Bosnia hasta 1996.

## Escenario y antecedentes

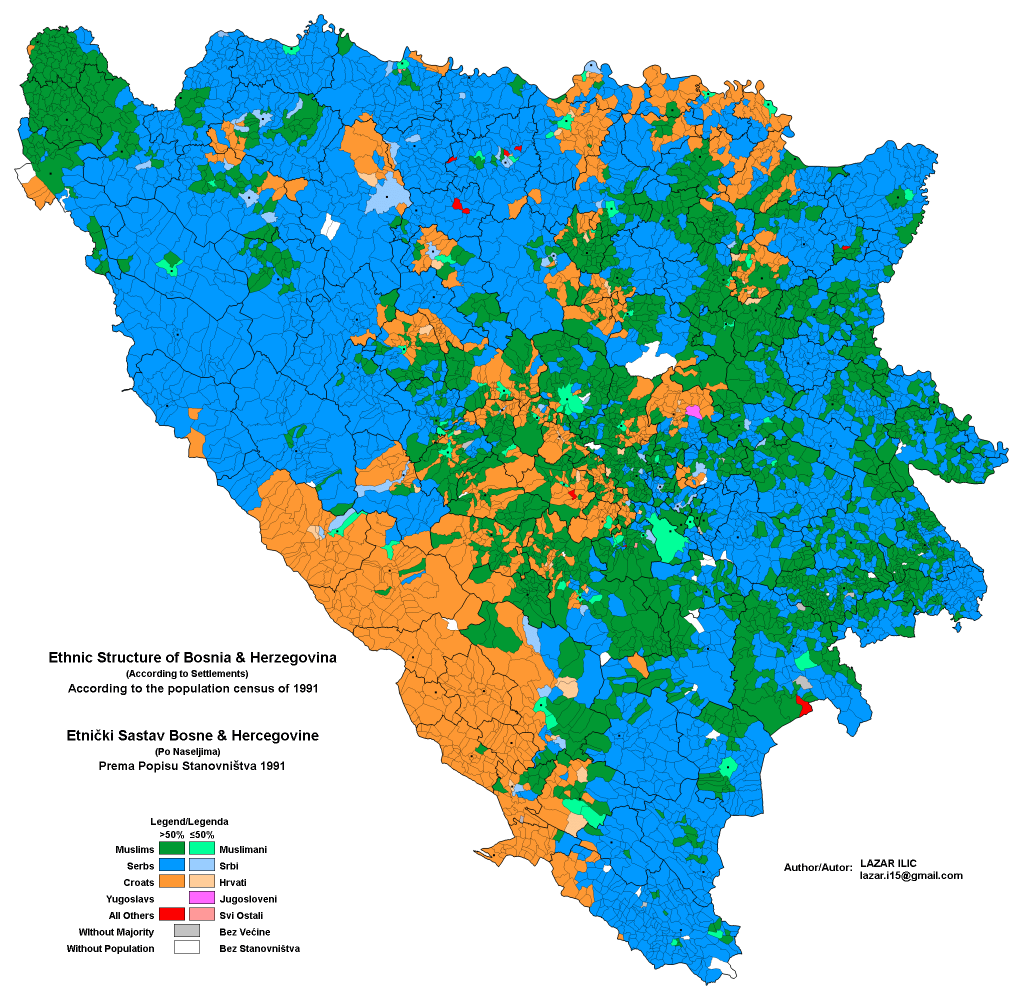
Composición étnica de Bosnia y Herzegovina en 1991

Durante las Guerras yugoslavas, los objetivos de los nacionalistas croatas eran compartidos dentro del pueblo croata asentado en la nación bosnia. El partido en el poder de la presidencia croata, el poco ortodoxo Unión Democrática Croata (HDZ), organizó y controló un brazo militar y político de un partido similar en Bosnia y Herzegovina. En las postrimerías del año 1991, la parte más radical del citado partido, bajo el liderazgo de Mate Boban, Dario Kordić, Jadranko Prlić, Ignac Koštroman y otros líderes locales como Anto Valenta, los cuales contarían con el apoyo de Franjo Tuđman y de Gojko Šušak, tomarían el control efectivo del recientemente creado partido político en Bosnia.[cita requerida]
Siguiente a la declaración de independencia, los serbios atacaron diferentes partes de Bosnia y Herzegovina. La administración central de Bosnia y Herzegovina cesó de funcionar de forma efectiva al perder el control sobre la integridad de su territorio tras dichos ataques. Entonces, los croatas y su líder, Franjo Tuđman; se propusieron el asegurar la integridad y seguridad de las partes de Bosnia y Herzegovina como si fueran partes bajo control croata. Varias discusiones y reuniones secretas entre Franjo Tuđman y Slobodan Milošević para crear las líneas de división finales y la repartición tras la disolución efectiva de Bosnia y Herzegovina, que se cree fueron llevadas a cabo para marzo de 1991 donde se expusieron de manera clara las concesiones hechas en el marco del acuerdo Karađorđevo. Dentro de las políticas hacia Bosnia y Herzegovina por parte de la República de Croacia, bajo la égida de su líder Franjo Tuđman; no fueron total y claramente definidas, pero se sabe de las siempre reiteradas intenciones de incluir las partes de tierra de dicho acuerdo como pertenecientes a la actual Croacia.

## Cronología

### 1991
A noviembre de 1991, numerosos miembros de la parte bosnio-croata del HDZ esbozarían un documento en donde se determinaba, junto a otros temas, que: "[...] El pueblo croata en Bosnia-Herzegovina tomará finalmente el control de las comunidades croatas de Bosnia-Herzegovina por medio de unas políticas activas y decisivas, que permitan la realización del sueño de varias generaciones y un anhelo de siglos atrás: La formación de una nación estrictamente compuesta por la comunidad del pueblo de Croacia en un gran estado." [cita requerida]  Este documento sería firmado por Mate Boban, Vladimir Šoljić, Božo Raić, Ivan Bender, Pero Marković, Dario Kordić y otras personalidades. Ya el 18 de noviembre de 1991, la rama del partido en Bosnia y Herzegovina proclamó la existencia de la Comunidad croata de Herzeg-Bosnia ya como un entidad separada "política, cultural, económica y territorialmente," en el territorio de Bosnia y Herzegovina.

### 1992

#### Enero
Ya en enero del año 1992, Tuđman acordó con Stjepan Kljuić, presidente de la rama Bosnia del HDZ para favorecer la cooperación entre los bosnio-croatas y los bosnios para la creación de un estado unificado, para ser luego liderado y reemplazado por Mate Boban, quien era favorable a que Croacia se anexionara las partes habitadas de Bosnia y Herzegovina por croatas a Croacia.

#### Abril
El 10 de abril de 1992, Mate Boban decretó que la Fuerza Territorial de Defensa de Bosnia (TO), la cual se habría creado un día después, sería considerada como ilegal en el autoproclamado Territorio croata de Herzeg-Bosnia (en manos del control del brazo armado del partido croata HDZ). El 11 de mayo del mismo año, Tihomir Blaškić declaró que las TO eran ya ilegales en el territorio de la municipalidad de Kiseljak.

#### Mayo
El 9 de mayo de 1992, Karadžić y Boban se reunieron en la ciudad austriaca de Graz, y firmarían los acuerdos de redistribución y repartición para sellar prematuramente el destino de Bosnia y Herzegovina. En el mismo mes, el Mayor General Ante Roso declaró que las HVO serían la única fuerza militar legalmente aceptada en el territorio de Herzeg-Bosnia (con lo que las HVO se referían a las áreas bajo el control de sus elementos) y anunció que "todas las órdenes para el TO [Fuerza de Defensa Territorial de Herzeg-Bosnia] serían dadas y éstas serían comandadas por los mandos en Zagreb (con lo que las fuerzas de Bosnia-Herzegovina eran consideradas ilegales, no solo en éstos territorios). Esto traería subsecuentemente la ruptura de la alianza Croata-Bosnia entre los estados de la República de Croacia y la República de Bosnia y Herzegovina.

#### Julio
El 6 de julio de 1992 la República Croata de Herzeg-Bosnia sería declarada formalmente como un estado independiente por Mate Boban. Izetbegović previamente, y bajo una presión intensa proveniente de parte de Tuđman para que se firmara un acuerdo de cooperación entre Bosnia y Herzegovina y Croacia, para así configurar luego una confederación; aprovechándose los croatas de la circunstancia de su amplia ventaja militar, y acrecentada por las graves bajas sufridas por los musulmanes bosnios; sería avisado de dichas intenciones, sin serle de su agrado, y serían luego muy inconvenientes para el futuro de Bosnia-Herzegovina. A causa de los tímidos e infructuosos intentos de reconciliación entre bosnios y serbios, se hicieron imposibles los esfuerzos por el retorno de los refugiados bosnios al este de Bosnia, ya que por otras razones, Izetbegović se opuso a dicho proceso de retorno. Anteriormente, a dos semanas de la declaración independentista de Boban, Izetbegović recibe un ultimátum de parte de este, advirtiéndole de las consecuencias de la no aceptación de la proclamación de una confederación junto a Tuđman y de las posibles acciones por parte de las Fuerzas croatas al negarse implícitamente a dicha solicitud, y a la posible negativa para la defensa de Sarajevo de los embates por parte de las HVO, los que ya llegaban a no más de 45 kilómetros de la periferia de dicha ciudad. Irónicamente, dos semanas después; el 21 de julio de 1992, Tuđman e Izetbegović firman un pacto de cooperación entre Croacia y Bosnia Herzegovina con el que elementos de las HVO estarían bajo el comando de las Fuerzas de Defensa de Bosnia-Herzegovina para salvar a la ciudad de los ataques de la JNA y el VRS.

#### Septiembre
El 7 de septiembre de 1992, las HVO demandaron que las Fuerzas Bosnias se retiraran de los suburbios croatas de Stup, Bare, Azići, Otes, Dogladi y de ciertas partes de Nedzarici en Sarajevo, además de entregar un ultimátum donde se estipulaban dichas intenciones. Esto se hizo sobre la base de supuestos rumores de un inminente asesinato, en donde el gobierno Bosnio, que hizo un asalto por medio de sus fuerzas en el país; y en donde clamaba que sus comandos habían matado a seis militares croatas, los cuales habían incinerado varias residencias bosnias en Stup. Los Bosnios declararían posteriormente que los comandantes croatas habían hecho unos acuerdos con comandantes serbios que les permitieron a los residentes civiles serbios y croatas el ser evacuados, y en algunos casos solicitaban un rescate por ellos, pero no así para los civiles bosnios. A finales del mes, Tuđman e Izetbegović se reunieron para discutir un posible establecimiento de un acuerdo y coordinación militar contra las fuerzas serbo-bosnias.

#### Octubre
En octubre, la situación se tornó más seria; cuando las fuerzas croatas atacaron blancos civiles bosnios en Prozor quemando sus casas y asesinando a sus moradores, por estar en el lugar equivocado. De acuerdo a los argumentos finales del juicio a Jadranko Prlić, las fuerzas de la HVO limpiaron grandes partes de Sarajevo de habitantes musulmanes, así como de los villorrios de Prozor y muchas de sus villas circundantes.
El 11 de octubre de 1992, Tuđman ordenó a las fuerzas de la HVO su retirada de Bosanski Brod, esta era una villa defendida durante siete meses por una fuerza mixta de croatas y bosniacos, la que posteriormente fue ocupada por fuerzas serbias, tras pocas horas. El gobierno de Bosnia sospechó entonces de una posible alianza entre las fuerzas croatas y serbias, o de una posible ruptura en el acuerdo de cese de hostilidades que habrían signado anteriormente. El 25 de octubre, las fuerzas croatas y serbias incrementaron sus ataques en contra de los bosnio en muchas de las poblaciones clave en el norte y centro de Bosnia. Los croatas a su vez atacaron el pueblo de Prozor, cercano a Sarajevo. Luego, los croatas atacaron a las tropas bosnias y a los civiles bosnios dispersados en las zonas del norte, oeste y sur de Sarajevo al día siguiente. Esto puso en entredicho, sino detuvo completamente y dañó, la alianza que el gobierno de Bosnia firmó anteriormente con el de Croacia.

#### Noviembre
Para noviembre de 1992, las HVO controlaban el 20% del territorio de Bosnia y Herzegovina. En diciembre del mismo año, gran parte de la región céntrica de Bosnia estaba en manos de las fuerzas croatas. Estas habían tomado control de las municipalidades del Valle de Lašva y solo se encontraron con una oposición significativa en Novi Travnik y en Ahmići. Las autoridades bosnias prohibieron a los croatas abandonar los pueblos de Bugojno y Zenica, y así se organizaban después los intercambios de croatas por residentes de villas en manos croatas de origen bosnio
En los alegatos del juicio del tribunal ICTY del Caso Kordić - Čerkez se decidió que, dentro del peso total de las evidencias presentadas a dicha corte se evidencian hechos muy significativos; tales como las claras intenciones que demostraban una persecución organizada contra los civiles de etnia bosnios en la región de los municipios de la Bosnia central, regiones de poblados tomados por las fuerzas croatas como Busovača, Novi Travnik, Vareš, Kiseljak, Vitez, Kreševo y Žepče. Estos hechos de persecución fueron seguidos de una consistente costumbre en cada población de desplazamientos forzados contra civiles bosnios y bosnios, que dejaban en claro que se trataba de demostrar que el HVO había lanzado una campaña contra los bosnios en sí, con la esperanza de que se reconociera la autoproclamada Comunidad croata en Herzeg-Bosnia, y que posteriormente se les permitiera la escisión de Bosnia y Herzegovina, con miras a reunificarse con Croacia.

### 1993
Hasta 1993 las HVO y el Ejército de Bosnia (ARBiH) sostuvieron combates dentro del territorio de Bosnia contra las Fuerzas de la Republika Srpska (VRS), mayormente en las áreas de Bosnia y Herzegovina con importancia estratégica. Cada vez que se sucedía un combate entre facciones armadas, se sucedían eventos tales como el secuestro de Totić, lo que luego restringe y estrangula la poco cordial relación entre el HVO y el ARBiH, en donde las Fuerzas Croata-Bosnias de la alianza permanecieron entre el sitio de Bihać (noreste de Bosnia) y el poblado de Bosanska Posavina (al norte), los que en ambos casos resultaron seriamente dañados por los ataques de las Fuerzas Serbias.[cita requerida]

#### Bombardeo de Gornji Vakuf
El mes de enero de 1993, las fuerzas croatas atacarían Gornji Vakuf en orden para conectar a Herzegovina con la región de Bosnia Central. Gornji Vakuf es una villa al sur del Valle de Lašva, y es una posición estratégica por ser un cruce de vías en ruta a la zona de Bosnia Central. Está situada a 48 kilómetros de Novi Travnik y a una hora en un vehículo de Vitez, si el trayecto era recorrido en un vehículo blindado. Para los croatas era muy importante dicha conexión entre el Valle del río Lašva y Herzegovina, dos territorios incluidos en la autoproclamada Comunidad croata de Herzeg-Bosnia. Las fuerzas croatas bombardearon con obuses de artillería y redujeron gran parte de los monumentos de la zona oriental histórica del centro de la villa de Gornji Vakuf a escombros.
El 10 de enero del año 1993, justo antes de que se reanudaran las hostilidades en Gornji Vakuf, el comandante del Consejo de Defensa Croata (HVO) Luka Šekerija, envía una "Comunicación Militar de contenido secreto" en donde le requieren a los Coroneles Tihomir Blaškić y Dario Kordić -posteriormente enjuiciado por el ICTY por crímenes de guerra y crímenes de lesa humanidad, así como por ciertos casos de limpieza étnica-, que por medio de disparos de proyectiles de mortero, disponibles en las bodegas de la fábrica de munición en Vitez, sostuvieran entonces un ataque masivo y así ayudarán en la ruptura del frente de resistencia remanente en Gornji Vakuf el 11 de enero de 1993, el cual sería ultimado con una explosión puesta por los croatas en una posada de propiedad Bosnia, la cual era usada como un centro de mando militar bosnio. Luego, la ruptura general de los frentes de combates entre bosnios y croatas se sigue con el bombardeo pesado, y allí se sostendría un fuego pesado en el transcurso de la noche; el que se sostendría mediante los disparos de la artillería croata.
Durante las negociaciones del cese de hostilidades en las instalaciones del cuartel general del Batallón Britbat en Gornji Vakuf, el coronel Andrić, representante de las HVO, demandó que las fuerzas de la parte Bosnia cediesen el mando de sus territorios, entregaran sus armas y aceptaran el control de las HVO sobre el pueblo, amenazándoles con que de no acceder a este mandato reduciría a Gornji Vakuf a meros escombros. Las demandas interpuestas por las HVO no fueron aceptadas por el Ejército de Bosnia y el ataque posteriormente sería iniciado, seguido de las masacres de civiles y tropas bosnias en los poblados vecinos de Bistrica, Uzričje, Duša (véase también la Masacre de Duša), Ždrimci y Hrasnica. Durante la campaña de limpieza de la zona de Lašva; la que a su vez estaba cercada por unidades del ejército croata y el HVO por siete meses, la emprendieron con ataques de gran magnitud, que luego se verían cuando los croatas atacaron con fuego de artillería pesada y otras clases de armas (como carros de combate y francotiradores) desde sus posiciones en Gornji Vakuf. Al mismo tiempo, los croatas adujeron que su mejor razón para los ataques contra Gornji Vakuf eran "su situación estratégica y que habrían muyahidínes allí", a lo que el comandante del batallón británico respondió que no le parecía una razón de peso pues allí no habían muyahidínes, ni otros combatientes en Gornji Vakuf y que sus soldados no los habían visto. La campaña de bombardeos y ataques durante la guerra se saldó con cientos o más de heridos y muertos, mayormente las víctimas eran civiles bosniacos.
La mañana del 25 de enero de 1993, las fuerzas croatas atacaron el lado bosniaco del poblado de Busovača, coloquialmente conocido como Kadića Strana, siguiendo las órdenes del ultimátum firmado con fecha del 20 de enero. El ataque incluyó el bombardeo de los poblados contiguos. Desde un altavoz se pedía de manera forma a los combatientes bosniacos su rendición. En un posterior reporte policial se anota que al menos 43 habitantes de Busovača fueron masacrados entre enero y febrero de 1993. Los bosnios que permanecían allí (cerca de 90 en total) fueron cercados y llevados a la plazoleta principal del pueblo. Las mujeres y los niños (un total de 20), fueron obligados a regresar a sus hogares, y a los hombres (70 en total), algunos jóvenes de entre 14 y 16 años; fueron transportados en autobuses, que los llevaron a los campos de detención de Kaonik. Posteriormente, los actos de violencia serían continuos tras los ataques iniciales de enero.

#### Masacres del valle de Lašva

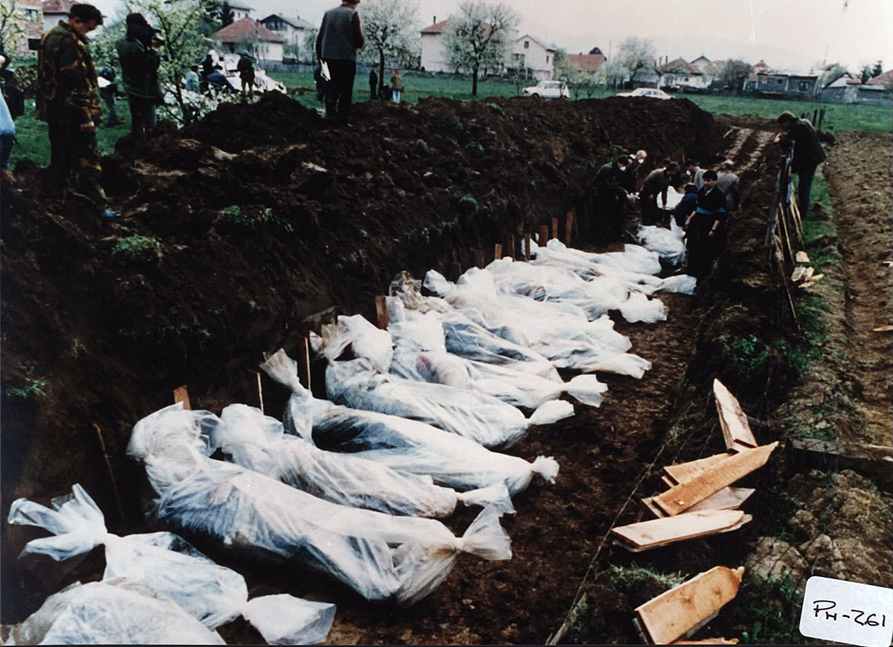
Cadáveres de los asesinados en abril del 1993 cerca al poblado de Vitez. (Fotografía cedida por cortesía del TPIY).

La campaña de Limpieza étnica del Valle de Lašva contra civiles bosniacos se planeó desde el liderazgo político y militar de la Comunidad croata de Herzeg-Bosnia desde mayo de 1992 hasta marzo de 1993, y se engrandeció desde el siguiente mes de abril. Este se tradujo en la implementación efectiva de los objetivos decididos por los líderes del nacionalismo croata en noviembre de 1991. El Valle del río Lašva era un lugar en el que los bosniacos eran sujetos de persecuciones encuadradas por su ideología religiosa, política, aparte de su origen racial, y eran actos deliberadamente hechos en donde la discriminación contra estos en el contexto de una más amplia clase de ataques en las regiones donde habitaran estos civiles, los cuales sufrieron toda clase de vejámenes como los homicidios masivos, violaciones, encarcelamientos en campos de detención, así como la destrucción del patrimonio religioso y cultural, por medio del bombardeo a sus sitios y a la propiedad privada en manos de estos. Esto se seguiría con el lanzamiento de esfuerzos de propaganda anti-bosnia, particularmente en los municipios de Vitez, Busovača, Novi Travnik y Kiseljak. La matanza en Ahmići, sucedida en abril de 1993, sería la culminación de las campañas de exterminio bosnio en la región del valle del río Lašva, las que resultaron en las matanzas de bosniacos civiles en solo pocas horas.[cita requerida] Un estimado de varias entidades declara que la cifra total de muertes es de 120. Se vio entre los occisos a un bebé de apenas tres meses de edad, asesinado con ráfagas de ametralladora en su cunita, y se vieron casos donde los victimarios no tenían consideración con los ancianos, ya que hasta una mujer de 96 años figuraba entre las víctimas fatales.[cita requerida] Esta es considerada como la más grande masacres cometidas durante este conflicto entre croatas y los bosnios musulmanes.[cita requerida]
El Tribunal Penal Internacional para la ex Yugoslavia (TPIY) ha sentenciado en varios de sus fallos que esos crímenes podían configurarse como crímenes contra la humanidad en numerosos de sus veredictos contra los líderes políticos y militares, así como contra los soldados croatas, siendo el caso más notable el de Dario Kordić. Basados en la evidencia presentada dentro de los numerosos ataques de las HVO del momento, la cámara de juicios del TPIY concluye que en el "Caso Kordić - Čerkez" en abril de 1993 el liderazgo político y militar croata decidió de manera comúnmente acordada y concibió un plan de exterminio étnico o de limpieza racial contra los civiles de raza/procedencia bosniaca en el Valle de Lašva. Dario Kordić, como el líder político local, sería hallado culpable de planear e instigar dicho plan y hacerlo público, así como de gran parte de su ejecución. De acuerdo al "Centro de Documentación e Investigación de Sarajevo (IDC)", cerca de 2000 bosniacos de la región del valle del río Lašva se dieron por desaparecidos o fueron asesinados durante este sangriento y abominable periodo de violencia. Gran parte de estos eventos inspirarían un seriado de televisión en la televisión británica, un dramatizado llamado Warriors.[cita requerida]

#### Guerra en Herzegovina
La comunidad croata de Herzeg-Bosnia tomó rápidamente el control de la mayoría de los gobiernos municipales así como la de las instalaciones de servicios públicos en Herzegovina, los líderes bosnios locales fueron apartados o eliminados. Herzeg-Bosnia tomaría después el control de los medios de comunicación e impuso por medio de su propaganda pro-croata la idea y la soslayada "croatificación" de las zonas bajo su control. Los símbolos croatas y su divisa fueron también introducidos, pero a la fuerza; y el currículo de estudios de Croacia, así como el lenguaje también fueron establecidos en las escuelas. Muchos Bosnios y Serbios fueron retirados de sus cargos en los gobiernos locales y de las pocas empresas y sociedades de capital privado; hasta la ayuda humanitaria provista desde el exterior era racionada de acuerdo a la etnia a la que el receptor perteneciera, favoreciéndose obviamente a los croatas, y disminuyéndose cuando se trataba de residentes bosnios o serbios, y en condiciones desventajosas; y a los bosnios en general fueron más intensamente acosados por su origen. Muchos de ellos fueron deportados a una de las prácticas más aberrantes: los campos de concentración para musulmanes, los cuales fueron a su vez desplegados en las localidades de Heliodrom, Dretelj, Gabela, Vojno y Šunje.[cita requerida]
De acuerdo a los juicios y sentencias posteriores del ICTY en el incidente "Naletilić-Martinović", las Fuerzas de Defensa Croatas atacaron los poblados de Sovici y Doljani, a unos 50 kilómetros (31 mi) al norte de Mostar en la mañana del 17 de abril de 1993. Este ataque sería parte de una mayor ofensiva de las HVO con el objetivo de tomar Jablanica, la principal localidad musulmana de la región controlada por los bosnios. Los comandantes de las HVO habían calculado que tan solo se necesitarían dos días para hacerse con Jablanica y la decisión de tomar el poblado de Sovici era de mero carácter estratégico ya que se encontraba en el camino a Jablanica. Para el Ejército Bosnio era una puerta de acceso al altiplano de Risovac, el cual les permitiría crear las condiciones para avances progresivos posteriores si se intentaban tomar posiciones en las costas del Mar Adriático. La ofensiva de Jablanica se iniciaría el 15 de abril de 1993, la artillería destruyó la parte superior de Sovici y posteriormente el ejército bosnio trató de contraatacar, pero a las cinco de la tarde del mismo día las fuerzas bosnias, por decisión de su comandante en Sovici, se rindieron a las atacantes croatas. Aproximadamente 70 de 75 soldados se rindieron. En total, al menos 400 civiles musulmanes bosnios fueron detenidos. El avance de las HVO hacia Jablanica se detuvo después de conocerse de que unos acuerdos de cese de hostilidades estaban siendo negociados.

#### Asedio a Mostar
Mostar sería cercada por las fuerzas croatas por nueve meses, y gran parte de su patrimonio histórico sería destruido en el curso de los bombardeos con obuses de artillería, incluyendo al muy famoso puente de Stari Most. Slobodan Praljak, quien fuese comandante del HVO, sería cargado con la totalidad de la responsabilidad del hecho ante el TPIY, ya que fue encontrado culpable de ordenar la destrucción del puente, junto a otros cargos que le fueron imputados.
Mostar se hallaba separada en una porción occidental, la cual estaba dominada por las fuerzas croatas; y una parte oriental; donde el ARBiH se hallaba extensamente disperso. Sin embargo, el ejército de Bosnia tuvo sus cuarteles principales en la zona de "Mostar occidental", teniendo su base de un complejo de construcciones designado "Vranica". A tempranas horas del 9 de mayo de 1993, el consejo inicia el ataque de Mostar usando sus emplazamientos de artillería, morteros, y otra clase de armamento pesado y así como armas cortas. Así, el HVO llegó a controlar todas las vías de acceso al aeropuerto internacional situado en Mostar y a las organizaciones internacionales les fue negado su acceso. Radio Mostar anunció que como medida de protección toda la población bosniaca debía izar una bandera blanca en el quicio de sus puertas o en sus ventanales. El ataque de las HVO así mostró que fue un hecho "preconcebido y extensamente preparado".
Los croatas tomaron posición sobre el lado oeste de la ciudad y expulsaron posteriormente a miles de bosniacos y bosnios residentes en la zona. El HVO posteriormente separó la parte este de la oeste de la ciudad, e inició el bombardeo con obuses y morteros, reduciendo gran parte del este de Mostar a escombros. Las fuerzas del Ejército de Yugoslavia (JNA) demolieron los puentes Carinski, Titov y Lucki; todos situados sobre el río, excluyéndose el puente Stari Most. Las fuerzas del HVO (en secciones de ataque pequeñas y divisiones de tipo comando) se embarcaron en sendas masacres y ejecuciones masivas, con ello se inicia un proceso de limpieza étnica, aparte de las violaciones de mujeres bosniacas en la parte occidental de Mostar y su periferia, haciendo que el feroz asedio y la campaña de bombardeos cortasen el mando efectivo del gobierno bosnio, haciéndolos huir posteriormente de Mostar oriental.[cita requerida] Así, la campaña de las HVO se saldó con miles de heridos y muertos.
Entre el mes de abril y el inicio del verano de 1993, las unidades del 3.er Cuerpo de las ARBiH lanzan una serie de ataques contra las HVO. El 16 de abril, en el poblado de Trusina, miembros de la unidad militar Zulfikar de las ARBiH asesinaron a 18 civiles y a 4 combatientes croatas. De acuerdo al registro testimonial, la unidad habría rodeado a un grupo de civiles croatas y a su vez capturó a unos soldados, luego les ataron y dispararon, y posteriormente un miembro de la "Unidad Zulfikar", Rasema Handanović, admitió que tomo parte de dicho ataque, y que estuvo bajo el comando de Nihad Bojadžić, quien ordenó el asesinato de los prisioneros y habló citando que este le dijo "no deben quedar sobrevivientes".

### Ofensivas de 1993

#### Principio de junio
En junio de 1993, después de romperse el frente de guerra externo a la región de Bosnia Central, algunos de los que causaron el movimiento retornaron para revitalizar los esfuerzos de guerra del recientemente creado Ejército de Bosnia. Posteriores complicaciones fueron causadas con el incidente entre tropas croatas y un contingente de las UNPROFOR, el cual es conocido como el Incidente del Convoy de la Alegría. Este convoy con un cargamento de ayuda humanitaria estaba compuesto de cientos de camiones –tenía una extensión de al menos 7 kilómetros (4 mi) de longitud– fue secuestrado y redirigido a la ciudad croata de Tuzla. El 7 de junio de 1993, dos miembros de la delegación escribieron a la "Misión de Observatorio de la Comunidad Europea" (ECMM) destacados en Zenica sobre sus temores de que la seguridad del convoy estuviera en una situación desfavorable frente a las condiciones que debieran afrontar en el área de Travnik y Vitez a la luz de los tratados hechos con Mate Boban (quien estaba en la delegación con la que se sostuvo dicha reunión). Como resultado, el ECMM decide el monitorear el citado convoy, y este convoy luego hace su recorrido de Bosnia central al área de Novi Travnik. Este sería detenido por un bloqueo vial formado por una larga muchedumbre de mujeres croatas de la población de Rankovići, al norte de Novi Travnik. Ocho de los conductores fueron asesinados a tiros, y los vehículos fueron llevados entre una multitud de civiles y soldados que los apartaron del convoy principal. Eventualmente, el convoy sería liberado. En defensa del citado convoy se había desplegado una unidad inglesa que disparó matando a dos soldados de las HVO. En el juicio del TPIY se concluyó que la muchedumbre que había detenido los camiones estaban bajo el control de Dario Kordić y el coronel Blaškić.

#### Mediados de junio
El Ejército de Bosnia atacó a las HVO en la población de Travnik en la primera semana de junio. Para el 13 de junio, el Ejército de Bosnia se había tomado Travnik y las poblaciones circundantes. Muchos testigos declararon que más de 20,000 refugiados croatas habrían salido de Travnik, como resultado de las ofensivas del Ejército de Bosnia. Sin embargo, tras los primeros reportes del ECMM sobre hechos de limpieza étnica y de destrucción fueron exagerados. El 8 de junio, tras los combates en Guča Gora donde se dan reportes de hechos atroces y de actos de destrucción, como el de la parroquia del villorrio que fuera encontrada en llamas y con miles de sus feligreses allí refugiados huyendo. Estos reportes fueron investigados por dos monitores de la misión ECMM. Ellos hallaron que la citada iglesia aún estaba en pie y que los reclamos de su destrucción eran puras exageraciones. El movimiento de la población fue organizado por las HVO. De acuerdo al reporte que estaba fechado el 9 de junio de 1993 es el primero en el que el Ejército Bosnio se había tomado la iniciativa militar y atacaron a las HVO situadas en Bosnia central. Como en las situaciones anteriores, el Ejército de Bosnia respondió a los ataques de las HVO con retaliaciones (en Gornji Vakuf, Vitez y Mostar).
El 9 de junio de 1993, las HVO hicieron lo propio en Novi Travnik. Entre el 12 y el 13 de junio de 1993 las HVO atacaron los poblados de la municipalidad de Kiseljak, iniciando con Tulica el 12 de junio, y se saldó con las muertes de al menos doce hombres y mujeres y la destrucción del casco urbano. El ataque inicia bombardeos de artillería pesada sobre la población seguido de un ataque de infantería proveniente de diferentes direcciones. Los hombres sobrevivientes fueron llevados luego en camiones, y posteriormente serían encerrados en las barracas de Kiseljak. Prontamente, y después de los ataques en Tulica, las poblaciones vecinas de Han Ploča y Grahovci fueron también objeto de varios ataques. Las HVO instan en un ultimátum a los combatientes y civiles bosniacos a su rendición y a deponer sus armas. Tras expirar este ultimátum, esta población sería bombardeada por el HVO y el Ejército Serbio, y las casas fueron incendiadas tras ello. Un ataque de la infantería de las HVO se sucedería a continuación. Habiéndose allanado dentro del villorrio, los soldados de las HVO alinearon a tres hombres bosnios, a los que seguido les dispararon. En total, la cifra de víctimas fue de 64 personas durante los ataques o tras los ataques tras la captura del poblado por parte de las HVO. En el juicio seguido por estos hechos en la corte del tribunal TPIY se encontró que estos ataques en Tulica y Han Ploca–Grahovci fueron parte de la política de ataques contra los civiles por parte de las HVO, en la que los civiles fueron asesinados y donde posteriormente los sobrevivientes fueron víctimas de tratos inhumanos.
La serie de ataques se culminó con un último, que se sucedió entre el 7 y el 13 de junio de 1993, como en muchos otros, contra las municipalidades de Kakanj, Travnik y Zenica. El 3.er Cuerpo de las ARBiH como retaliación atacó a las poblaciones de la zona con habitantes croatas, sobre todo aquellas con pobladores predominantemente Bosnio-croatas, pero se incluyó por primera vez a civiles serbo-bosnios, de todo género (ancianos, mujeres, bebés y niños), donde se llegó a las centenas de asesinatos y miles de heridos. Posteriormente, en el curso de los hechos, o tras los ataques, al menos 200 civiles bosnio-croatas y serbo-bosnios murieron en los asaltos y más de mil quedaron heridos o lesionados, mientras que intentaban esconderse o escapar. En una escuela de música que se convirtió en un centro de detención temporal, 47 bosnio-croatas fueron detenidos sin brindarles alimentos por la primera semana en una bodega sin iluminación ni aireamiento por más de 45 días, y se comprobó que hasta fueron golpeados y azotados con cables de teléfono, tonfas, bastones, maderos y palas durante los interrogatorios a los que fueron sometidos. En variados momentos, las fuerzas de las ARBiH mataban tropas de las HVO tras su rendición.

#### Muyahidínes en el conflicto
En 1993, los combatientes Muyahidínes fueron acusados de cometer masacres y otros crímenes contra la población civil y soldados croatas en las regiones de Bosnia central donde accionaron, incluyendo los poblados de Miletici (24 de abril), Maljine (8 de junio), Doljani (27 al 28 de junio), Bistrica (agosto), Kriz y Uzdol (14 de septiembre), y Kopijari (21 de octubre), con una cifra estimada de 120 asesinados. En muchos de los casos, las mutilaciones fueron practicadas a semejanza de las encontradas cuando alguien es sometido a los castigos acostumbrados dentro de la práctica de la sharia, y en los cuerpos militares ya experimentados en medio oriente se decía que este era un claro trabajo de los muyahidínes. El 16 de septiembre de 1993, el Ejército de Bosnia condenó de manera enérgica los crímenes acarreados por estos combatientes, y los que se sucedieron en los poblados de Kriz y Uzdol; así mismo se comprometió a perseguir legalmente a sus responsables. El 15 de octubre de 1993, el Portavoz Especial de las Naciones Unidas le escribió al presidente Izetbegović, aplaudiendo sus esfuerzos y le requiere de un mayor compromiso en las otras masacres que eran ya objeto de investigación. Así mismo pregunta por conocer cuales procedimientos existieron para las tropas irregulares subordinadas al mando del Ejército de Bosnia y a su estructura de mando, así como de qué clase de acciones disciplinarias eran las usadas para reforzar el orden y la disciplina de las tropas regulares. El 22 de octubre de 1993, Izetbegović respondió que en la carta se condenó estos acto violentos y asegura que las respectivas investigaciones ya se habrían iniciado. El año 2007, el gobierno de Bosnia revocó la ciudadanía a cientos de excombatientes muyahidínes que la obtuvieron como premio a su contribución en la guerra y quienes estaban acusados de dichos crímenes.

#### Neretva '93
El Ejército de Bosnia lanzó una operación militar conocida como Operación Neretva '93 contra el El concejo de Defensa de Croacia y el Ejército de Croacia en septiembre de 1993, con la finalidad de terminar el asedio de Mostar y el recapturar las partes bajo control croata de Herzegovina, las cuales estaban incluidas en la autoproclamada Comunidad croata de Herzeg-Bosnia. Esta operación se detuvo por parte de las autoridades bosnia tras informarse de que se habían cometido unas masacre contra civiles croatas en el poblado de Grabovica (véase también Masacre de Grabovica) por parte de sus fuerzas y/o elementos leales a sus órdenes.[cita requerida]
En el transcurso de los días 8 y 9 de septiembre, al menos 33 pobladores croatas de Grabovica fueron asesinados por algunos de los miembros de la 9a Brigada y por parte de miembros sin identificar de las ARBiH. Tres de los combatientes, Nihad Vlahovljak, Haris Rajkić y Sead Karagić; fueron encarcelados por tomar participación en las muertes de los civiles. Unos días después, el 14 de septiembre; en el poblado de Uzdol se reportó que 29 civiles y un prisionero de guerra, de origen croata, fueron asesinados por el "Batallón Independiente Prozor" y otros miembros de la fuerza de policía local durante el choque registrado entre las HVO y las ARBiH.

## Final y posconflicto
La Guerra Croata-Bosnia finalizó oficialmente el 23 de febrero de 1994 cuando el comandante de las HVO, el general Ante Roso y el comandante del Ejército de Bosnia, el general Rasim Delić, firmaron un acuerdo de cese de hostilidades en Zagreb.[cita requerida] En marzo de 1994, se llega a un acuerdo de paz mediado por el gobierno de Estados Unidos entre las formaciones croatas en combate (representadas por la delegación de la República de Croacia) y los combatientes de Bosnia y Herzegovina quienes firmaron en Washington y Viena sendos acuerdos similares. Estos a su vez son conocidos como los Acuerdos de Washington. Bajo dichos acuerdos, el mando combinado del territorio y las reparaciones de guerra entre croatas y bosnios se dividirían entre los diez cantones autónomos, estableciendo el núcleo formante de la actual Federación de Bosnia y Herzegovina. Para el inicio de la guerra, las HVO ya controlaban más del 20% del territorio y las entidades de Bosnia y Herzegovina; justo después de firmados los acuerdos de Washington, sin embargo, ya eran menos del 10% en la realidad.
El Brigadier General Enver Hadžihasanović de las ABiH, junto al anterior comandante de brigada y Jefe del estado mayor del comando Amir Kubura fueron declarados culpables en el cargo de fallar al proteger de toda forma necesaria y razonable al no tomar las medidas para prevenir y/o castigar a los soldados circunscritos bajo su mando en las violaciones a los derechos humanos cometidas en la zona central de Bosnia-Herzegovina entre 1993 y principios de 1994. El general Hadžihasanović fue sentenciado a tres años y seis meses de encarcelamiento el 22 de abril del año 2008, fallo ratificado posteriormente por la Sala de Apelaciones. Kubura sería posteriormente sentenciado a dos años y medio en prisión.
Al comandante bosnio Sefer Halilović le fueron adjudicados varios crímenes, entre ellos las violaciones masivas a los acuerdos y leyes vigentes sobre la base de la responsabilidad criminal por ser el superior de las tropas durante los incidentes de la Operación Neretva '93, pero no fue encontrado culpable por falta de pruebas. Luego, el general Mehmed Alagić sería retenido para ser procesado por el ICTY, pero fallecería sin conocer juicio alguno por sus crímenes en el año 2003.
El presidente de Croacia, Ivo Josipović hizo posteriormente una visita oficial a Bosnia en abril del 2010, durante dicha visita expresó una "profunda vergüenza" por la negativa contribución hecha por su país Croacia a las "centenares de víctimas de los combates y los habitantes y sus efectos negativos, así como a la posterior división étnica y cultural" que hasta la fecha persiste en la actual Bosnia y Herzegovina.
Los líderes croatas (Jadranko Prlić, Bruno Stojić, Slobodan Praljak, Milivoj Petković, Valentin Ćorić y Berislav Pušić) fueron después dispuestos a ser enjuiciados por el ICTY en primera instancia, para el proceso por el cual luego serían condenados a más de 111 años de prisión el 29 de mayo del 2013. Los cargos incluían Crímenes de lesa humanidad, graves violaciones a los acuerdos y convenciones de guerra de Ginebra, aparte de violaciones a las leyes internacionales sobre derecho internacional humanitario y leyes de guerra, y otras providencias jurídicas de sus respectivas naciones. Franjo Tuđman aparte sería designado como garante en la parte de la junta de investigación criminal contra los criminales de guerra que propiciaron masacres contra la población Bosnia y la de Bosnia y Herzegovina.
Dario Kordić, un reputado líder político de los croatas en Bosnia Central sería convicto por atentar contra varios cargos de lesa humanidad en la citada región, en los que se incluyen varios por limpieza étnica, por los cuales fue sentenciado a 25 años en prisión.

## Galería de imágenes

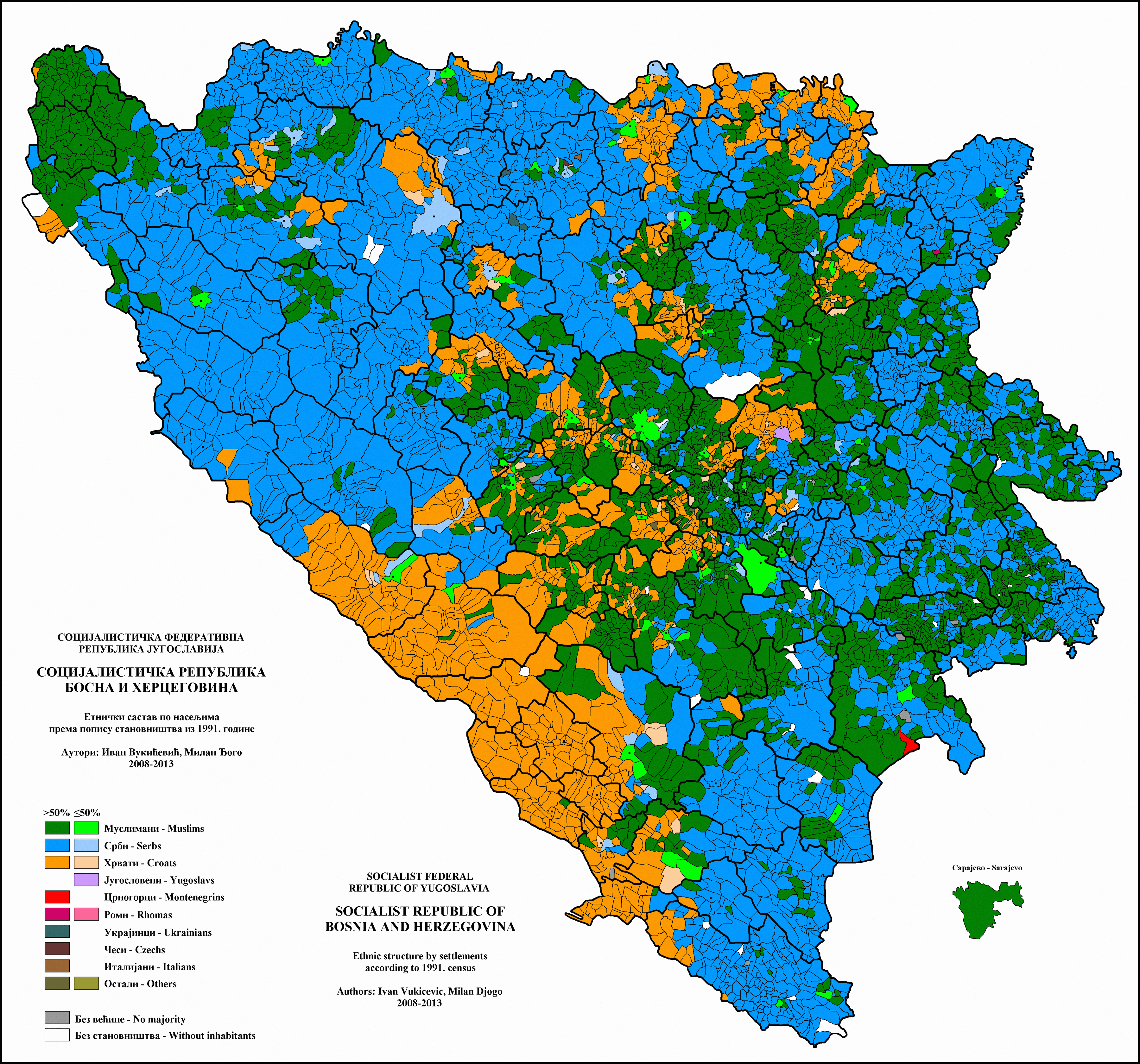
Composición étnica en Bosnia en 1991
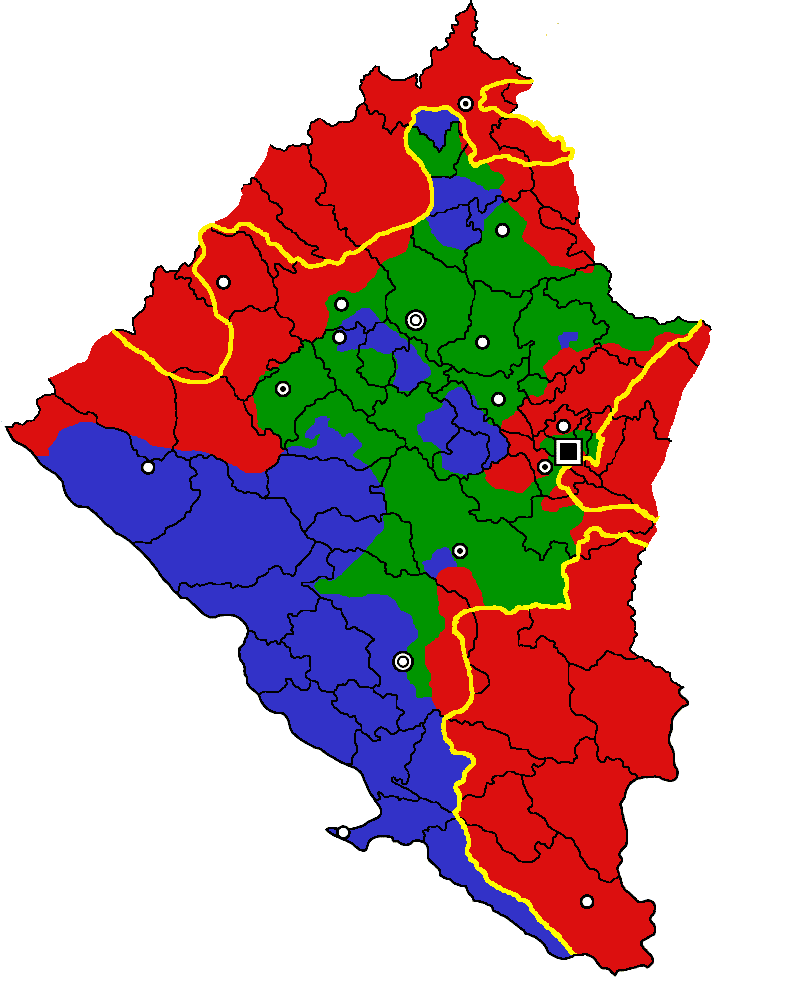
Las líneas del frente en 1994, al final del conflicto entre Bosnios y Croatas, donde se muestra solo el área de influencia de dicha guerra
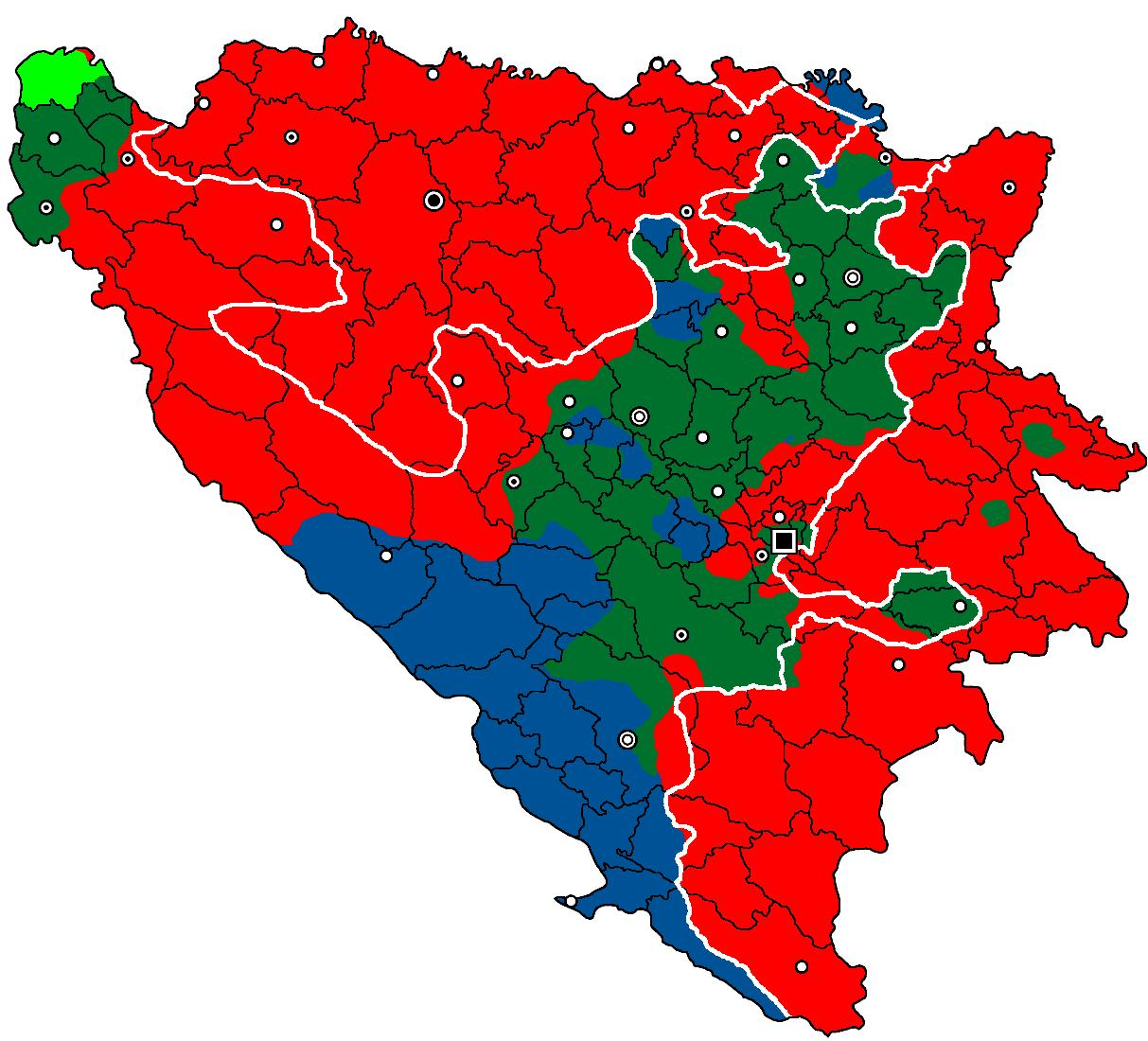
Las líneas del frente en 1994, al final del conflicto entre Bosnios y Croatas, antes de firmarse los tratados de Washington
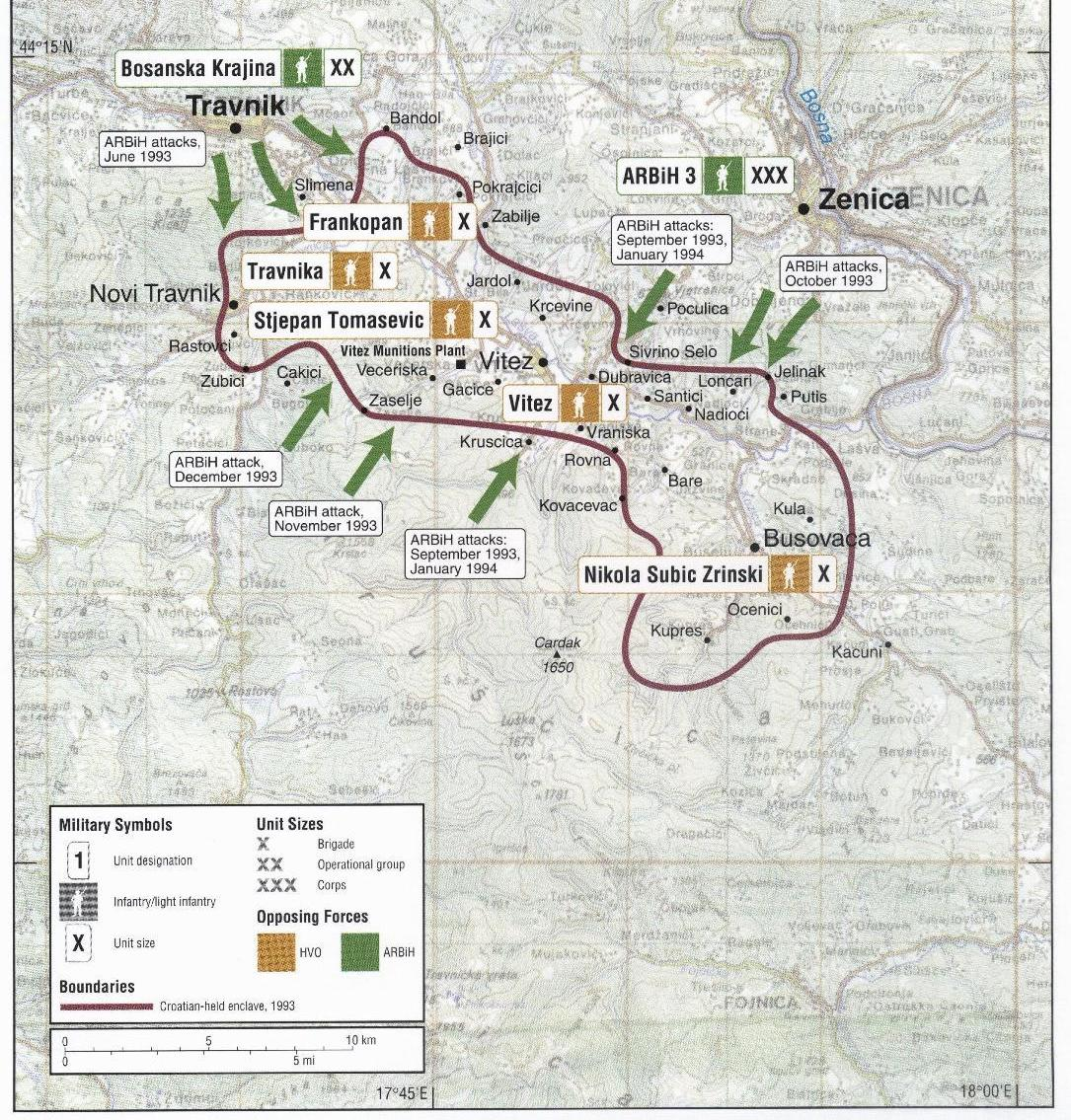
Enclaves croatas en el Valle de Lašva, incluyendo Novi Travnik, Vitez y Busovača
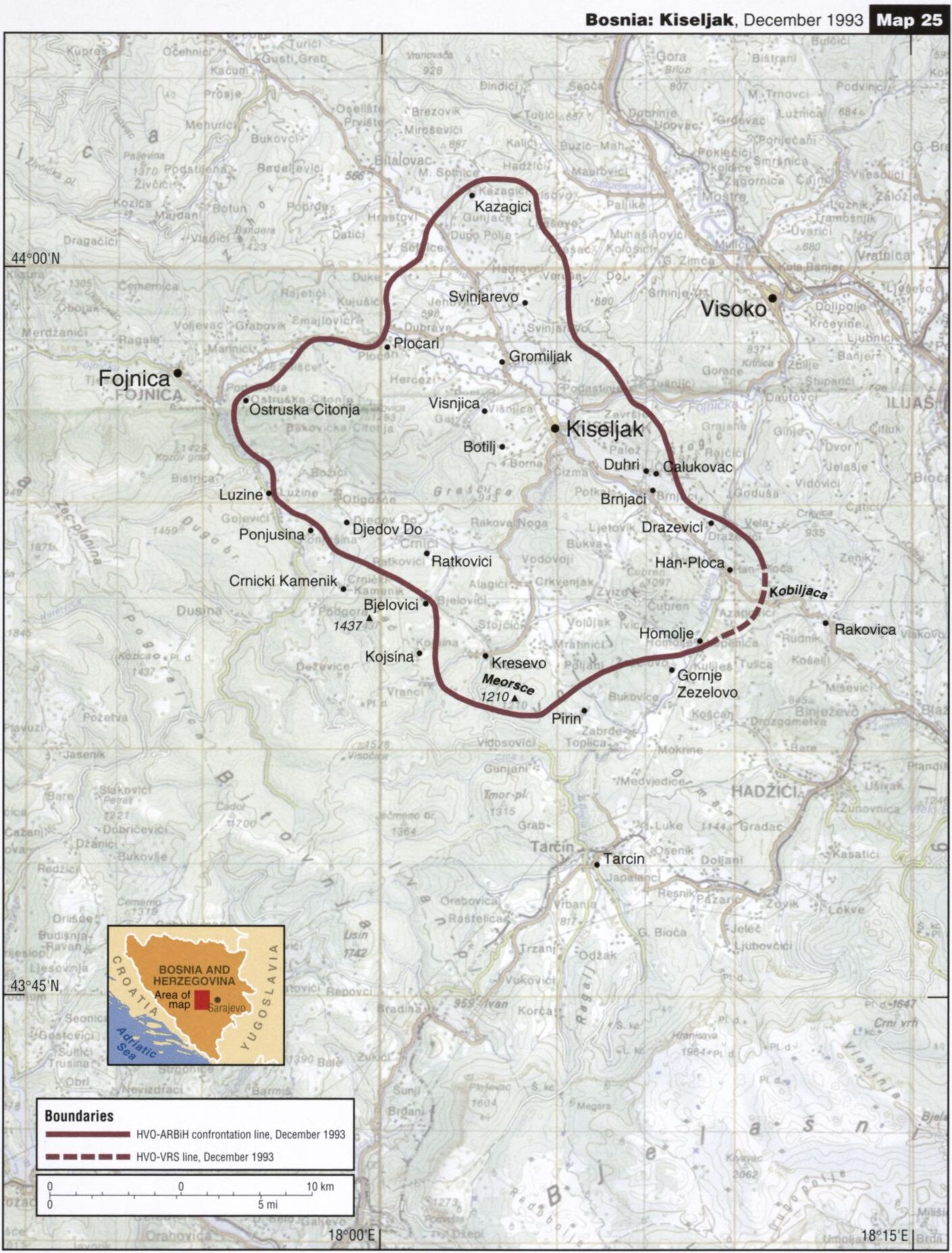
Enclaves croatas en Valle de Lepenica, incluyendo Kiseljak y Kreševo
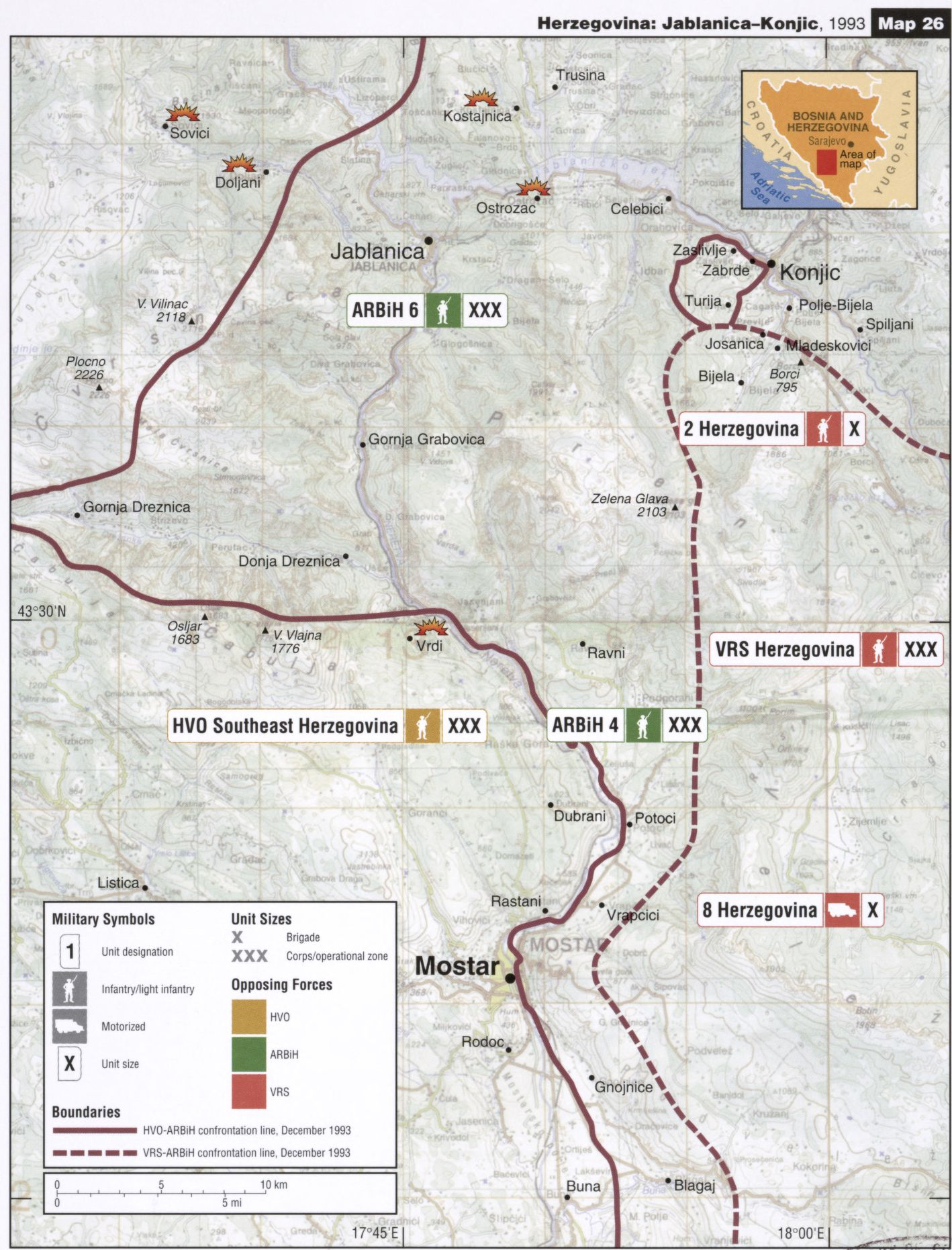
Las líneas del frente en las regiones norte y central de Herzegovina
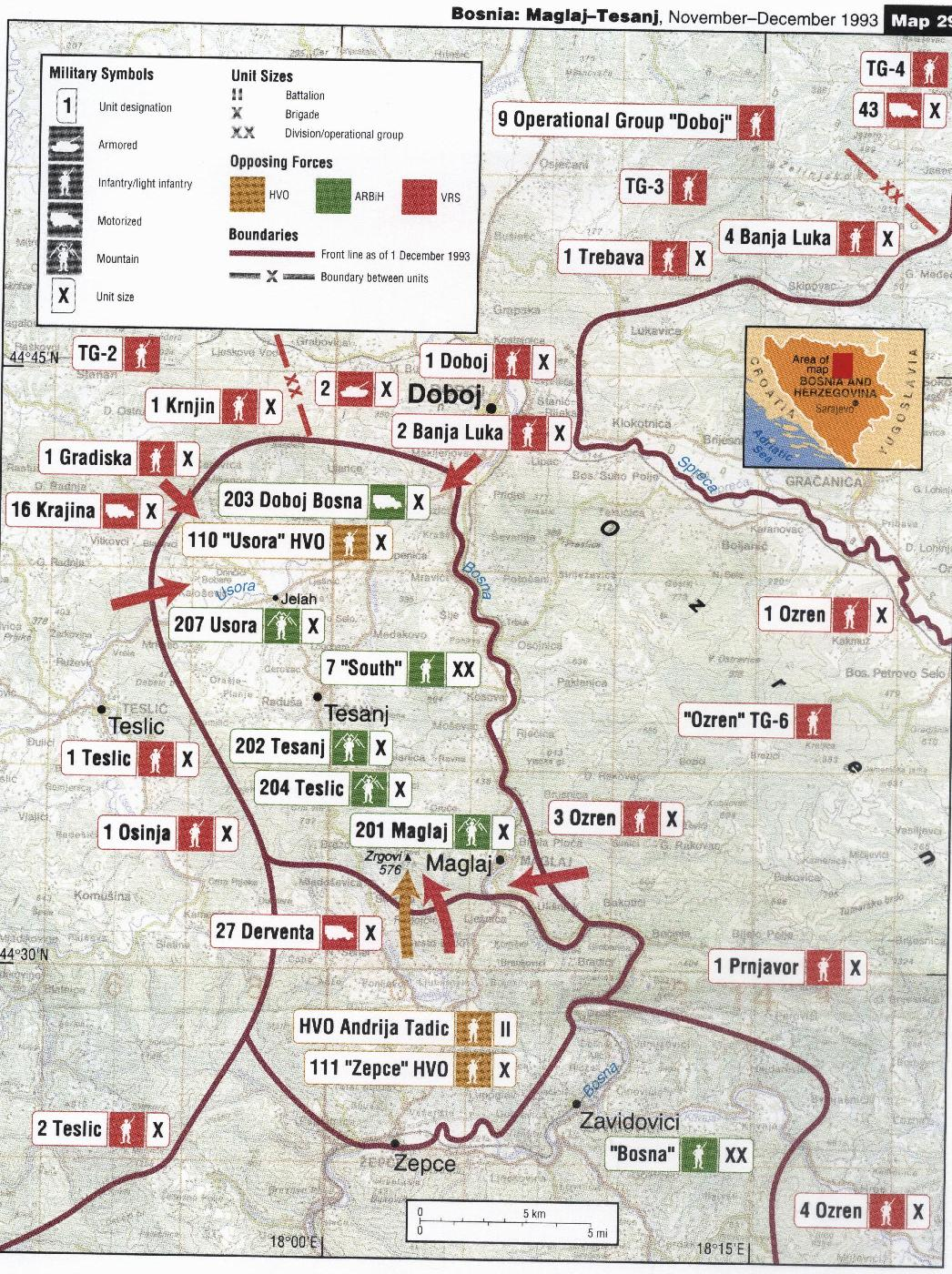
Enclaves croatas en el norte de Bosnia, que incluyen Novi Šeher y Žepče

### Indagaciones y juicios
- ICTY: Prlić et al. Initial Indictment - The Joint Criminal Enterprise (Herzeg-Bosnia case)
- ICTY: Initial indictment for the ethnic cleansing of the Lasva Valley area - Part I
- ICTY: Initial indictment for the ethnic cleansing of the Lasva Valley area - Part II
- ICTY: Kordić and Čerkez verdict
- ICTY: Blaškić verdict
- ICTY: Aleksovski verdict
- ICTY: Miroslav Bralo verdict
- ICTY: Naletilic and Martinovic verdict
- ICTY: Hadžihasanović and Kubara verdict
- ICTY: Delić verdict
- The Court of Bosnia and Herzegovina: Paško Ljubičić indictment
- The Court of Bosnia and Herzegovina: Krešo Lučić indictment

### Páginas web
- «Prosecutor v. Kordić and Čerkez Judgement». International Criminal Tribunal for the former Yugoslavia. 26 de febrero de 2001.

### Películas relacionadas
- Warriors en Internet Movie Database (en inglés).
- The Death of Yugoslavia en Internet Movie Database (en inglés). - Parte III: La batalla por Bosnia

- Datos: Q1069736
- Multimedia: Croat–Bosniak War / Q1069736